# Samostan v Horezu
Samostan v Horezu (romunsko Mănăstirea Horezu) je osnoval vlaški knez Constantin Brâncoveanu (* 1654; † 15. avgust 1714 v Konstantinoplu) v mestu Horezu v vlaškem delu romunskega okraja Vâlcea leta 1690. Velja za mojstrovino tako imenovane romunske renesanse, ki je znana po arhitekturni čistosti in ravnotežju, bogastvu plastičnega okrasa, obravnavi verskih kompozicij, votivnih portretih in poslikavah.
Šola zidnega slikarstva in slikarstva ikon je bila ustanovljena v samostanu v Horezu v 18. stoletju in je postala slavna po vsem Balkanu. Samostan je bil močno poškodovan v avstrijsko-turški (1716–18) in rusko-turški vojni (1787–89), ko so bile uničene vse stavbe zunaj samostanskega obzidja.
Do leta 1862 je bil moški samostan. Ko so bili menihi premeščeni v Bistriţo, so v samostan prišle nune. 48 nun ga vodi, v njem je tudi 50 postelj podeželske bolnišnice. 
Samostan je od leta 1993 na Unescovem seznamu svetovne dediščine. 

## Opis
Na hribu je samostanski kompleks, obdan z dvema obzidjema. Zunanje obzidje obdaja celoten kompleks. Samostan stoji simetrično v smeri vzhod–zahod okrog glavne cerkve, ki jo obdajajo utrjene stavbe z notranjimi galerijami v obliki križa. Vhod v samostan je na južni strani zvonika, ki je opremljen z masivnimi lesenimi vrati z jeklenim oklepom. Glavna samostanska cerkev, posvečena svetemu Konstantinu in Heleni (Sfinții Împarați Constantin și Elena), dolga 32 metrov in 14 metrov visoka, je bila zgrajena med letoma 1690 in 1692, njeno notranjost pa je dve leti kasneje poslikal grški umetnik Constantinos, ki je tu ustanovil slikarsko šolo. Cerkev je triladijska z velikim narteksom in je podobna cerkvi samostana v Argesu (1512–1517).
Cerkev ima ohranjene izvirne stenske poslikave. V pritličju so spodnji deli sten v celoti poslikani z votivnimi slikami Constantina Brâncoveana, njegove žene in njunih 11 otrok. Vzhodno steno narteksa pokriva podoba Poslednje sodbe. Prav tako je zelo pomemben lesen reliefno obdelan ikonostas. Stranska kapela (parecclesion) nad refektorijem ima kvadraten tloris, nad katerim stoji nad glavno ladjo stolpič z odprtim zunanjim narteksom.
Poleg teh stavb sta iz istega obdobja tudi knežja hiša, ki stoji na južni strani, in dvonadstropna stanovanjska stavba s celicami za menihe, samostansko kuhinjo in drugimi prostori. Vhod v stanovanjsko stavbo je bil prvotno tudi osrednji zahodni vhod v samostanski kompleks, kjer je stranska kapela, vendar je bil kmalu spremenjen v jedilnico (refektorij), vhod pa preseljen pod stolp na južni steni.
Bolnišnico je v cerkvi zasnovala Konstantinova žena Marija, ima nenavadne stenske poslikave v zunanjem narteksu, ki prikazujejo vsakdanje življenje »dobrega meniha«.
Cerkev svete Angele v Horuzu so ustanovili meščani na mestu nekdanje zgradbe Tigania, uničene v vojni v začetku 18. stoletja.
- Vhod v samostan
- Slike v zunanji verandi
- Poslednja sodba v verandi
- Kupola s prikazom Kristusa Pantokratorja
- Poslikana zunanja kapela